# Evangeliario de Echternach
El Evangeliario de Echternach, también llamados Evangelios de Echternach o Evangelios de San Willibrord, es un manuscrito iluminado que contiene un evangeliario elaborado en Irlanda o Northumbria a finales del siglo VII. Actualmente se conserva en la Biblioteca Nacional de Francia.

## Contexto histórico
El manuscrito probablemente fue entregado a San Willibrordo alrededor del año 690 antes de que partiera hacia Frisia para evangelizar a los paganos allí. Probablemente fue encargado por su padre espiritual, Egberto, un misionero de Northumbria que entonces se encontraba refugiado en Irlanda. Algunos estudiosos creen que se hizo en el monasterio de Rathmelsigi, en Irlanda. Otros se inclinan más hacia un origen norumbriano, basándose en la escritura, muy cercana es cierto a la del Evangeliario de Durham. Este manuscrito también podría explicarse por el origen de Egberto en Northumbria. Escrito y decorado rápidamente, es un manuscrito de pequeñas dimensiones para ser transportado, en minúsculas, con muy pocas iniciales y sin página tapiz. Posteriormente, Willibrordo logró difundir la fe cristiana en Frisia, se convirtió en obispo de Utrecht y fundó la abadía de Echternach, actualmente situada en Luxemburgo.
El manuscrito estuvo conservado durante varios siglos en la abadía hasta la Revolución Francesa. En 1802, tras la transformación de la región en departamento francés, el bibliófilo lorenés Jean-Baptiste Maugérard fue enviado allí y en nombre del Estado francés incautó varios manuscritos, entre ellos el Evangeliario. Desde entonces, el manuscrito se conserva en la Biblioteca Nacional de Francia, provisto de una encuadernación más moderna (1806) con las armas del emperador.

## Descripción
El colofón del folio 222v, sin duda copiado por el escriba del manuscrito que le sirvió de modelo, indica que el texto fue corregido en 558 por Eugipio, abad de un monasterio situado cerca de Nápoles, a partir de otro manuscrito propiedad de San Jerónimo. Sin embargo, el texto, alejado de la Vulgata, se aproxima a los producidos por el scriptorium irlandés de la misma época, con un resumen idéntico al Libro de Durrow o al de Kells. También es muy cercano al texto de los Evangelios de Mac Durnan o de los Evangelios de Máel Brigte.

El manuscrito, a diferencia de los evangeliarios de la época, contiene 4 miniaturas de página completa, que representan los símbolos de los evangelistas.

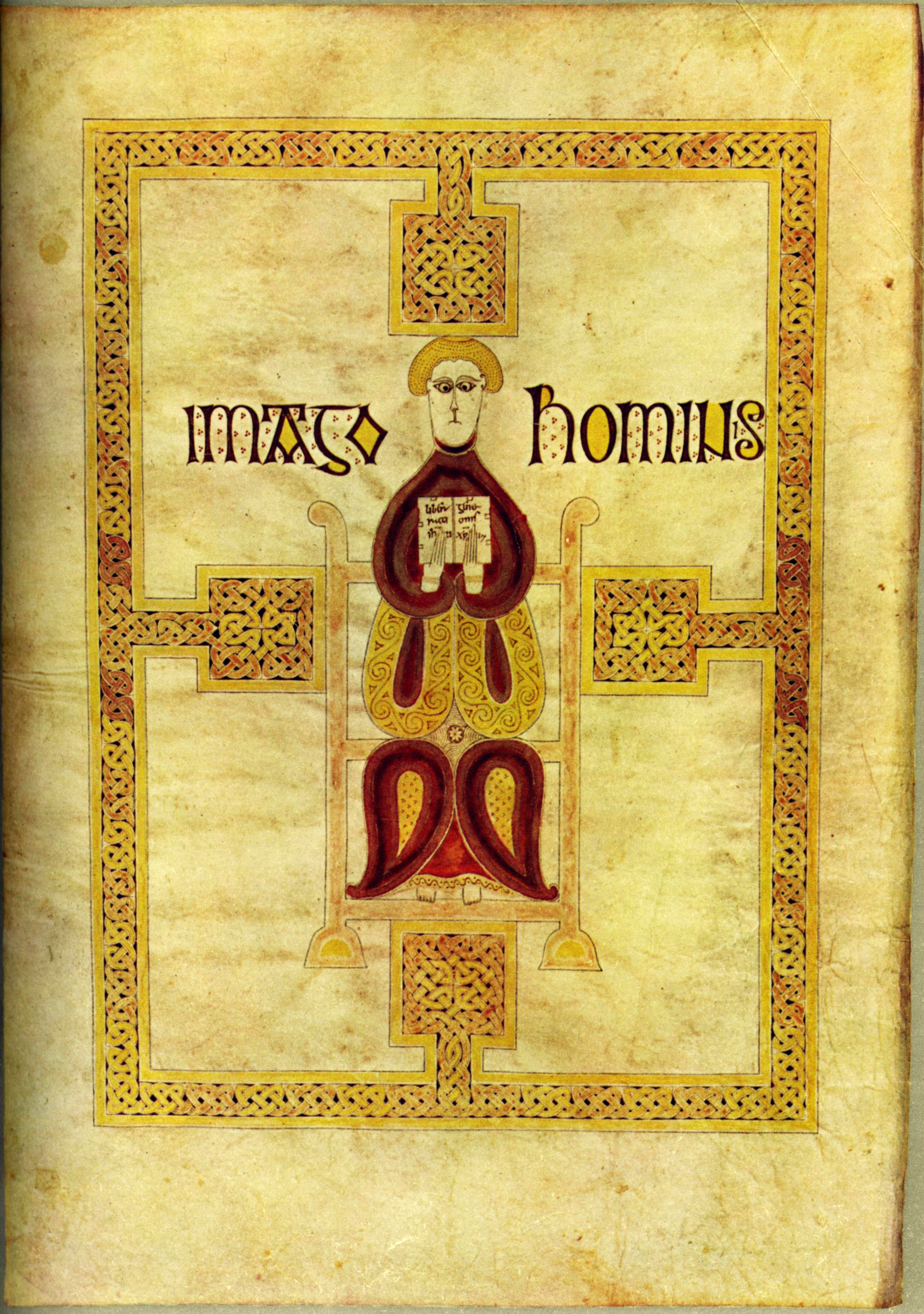
El hombre, símbolo de Mateo

### El hombre: símbolo de Mateo
San Mateo está simbolizado por la figura del hombre, «IMAGO HOMINIS» como está escrito a cada lado de su cabeza. El personaje sostiene en sus manos un libro abierto que contiene las primeras palabras del evangelio: «Liber generacionis Ihesu Christi». Entrecierra los ojos y los baja hacia el libro como para leerlo. Lleva una tonsura al estilo romano, no a la irlandesa, a diferencia del Libro de Durrow. Egberto, el probable patrocinador, era un monje de Northumbria que ayudó a propagar esta costumbre del monacato romano en oposición al monacato irlandés. La posición del personaje, sentado en un trono y en postura de lector, le identifican con el propio San Mateo. Por la posición de su cuerpo y la del marco entrelazado, toma la forma de una cruz estilizada.

### El león: símbolo de san Marcos
Una de las miniaturas más célebres de la iluminación insular, el león, símbolo del san Marcos Evangelista, está representado saltando y dinámico, contrastando con el marco rectilíneo del fondo. Esta representación del león es similar a ciertos modelos de inspiración picta.

### El águila: símbolo de san Juan

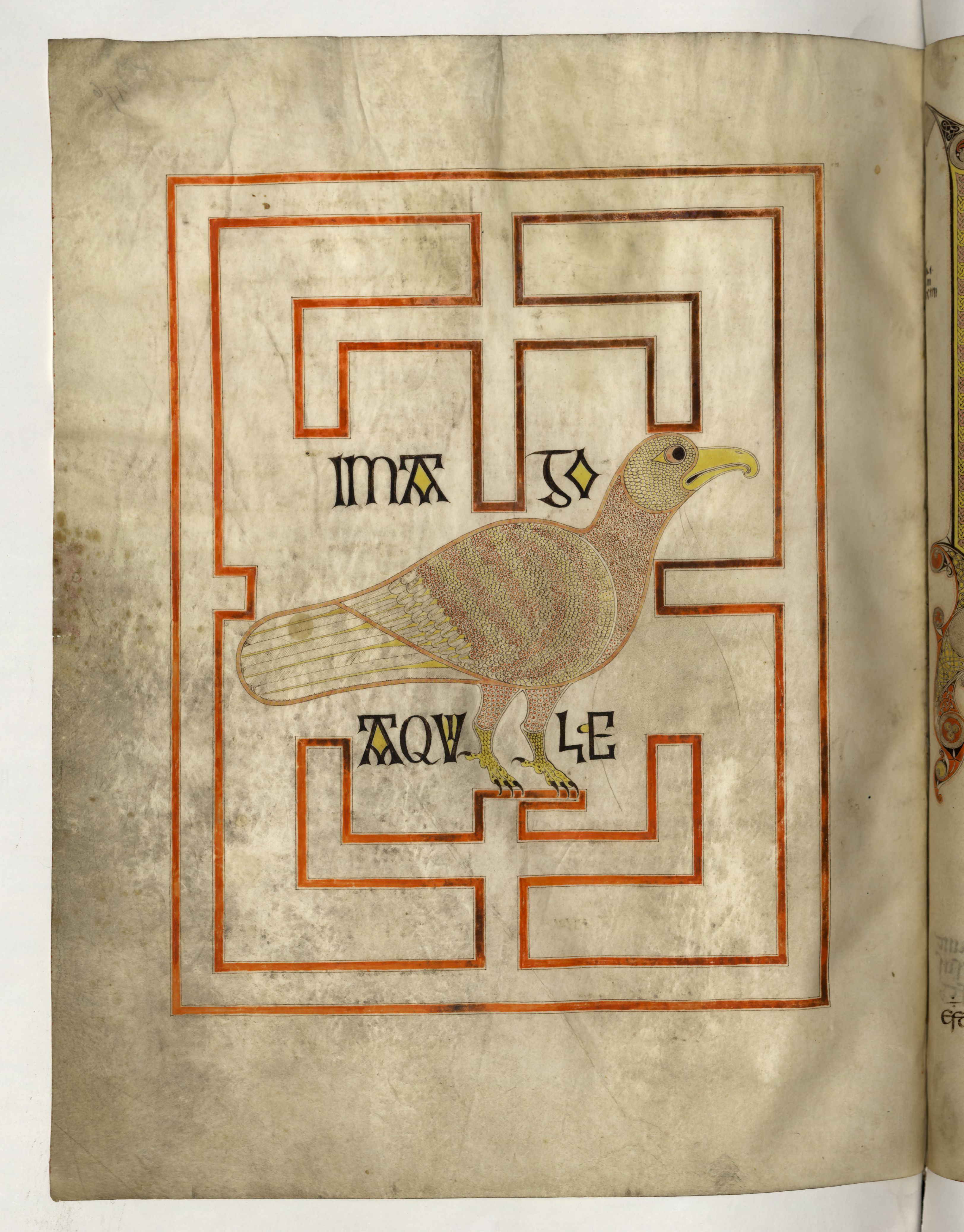
Águila de San Juan

También en este caso, la miniatura juega con el contraste entre las líneas curvas del águila, símbolo de san Juan Evangelista, en parte dibujada con un compás, con el marco rectilíneo que la encierra casi como en una jaula.

### El toro: símbolo de san Lucas

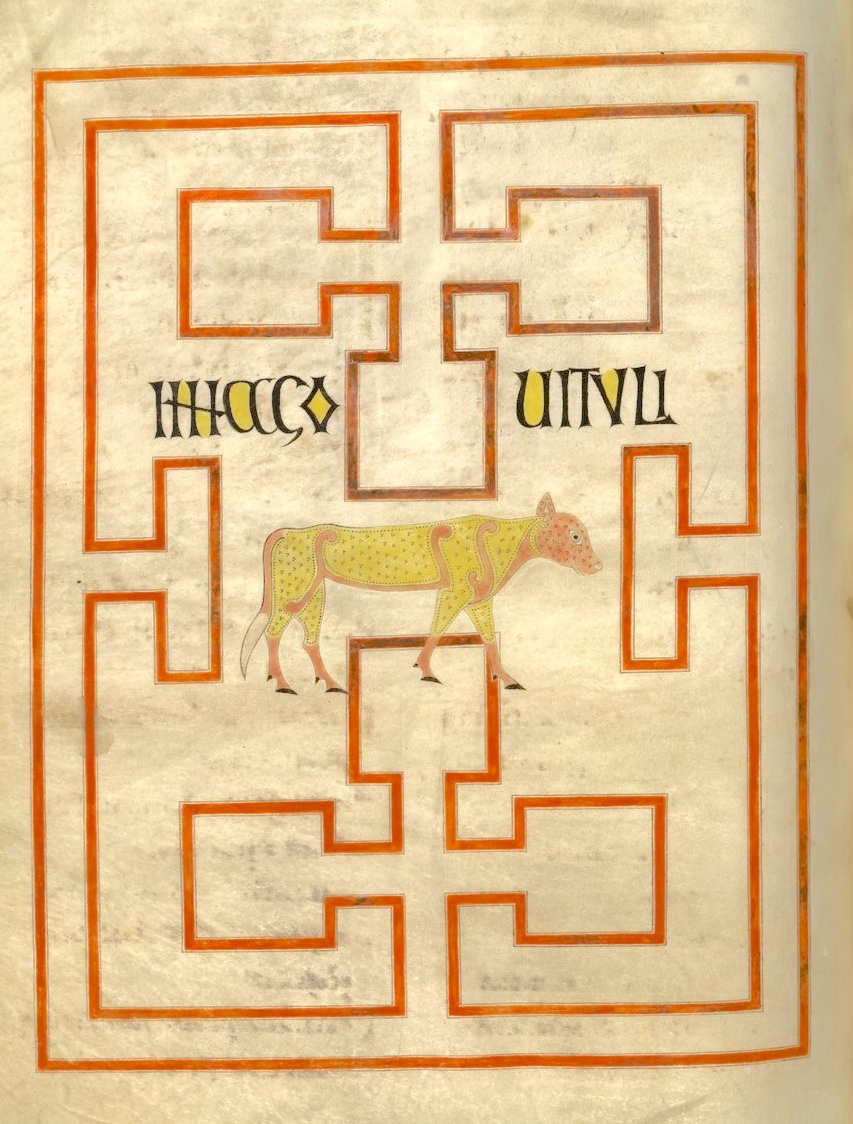
El toro de San Lucas

El dibujo del toro es de gran finura, como se puede comprobar en el detalle ampliado.

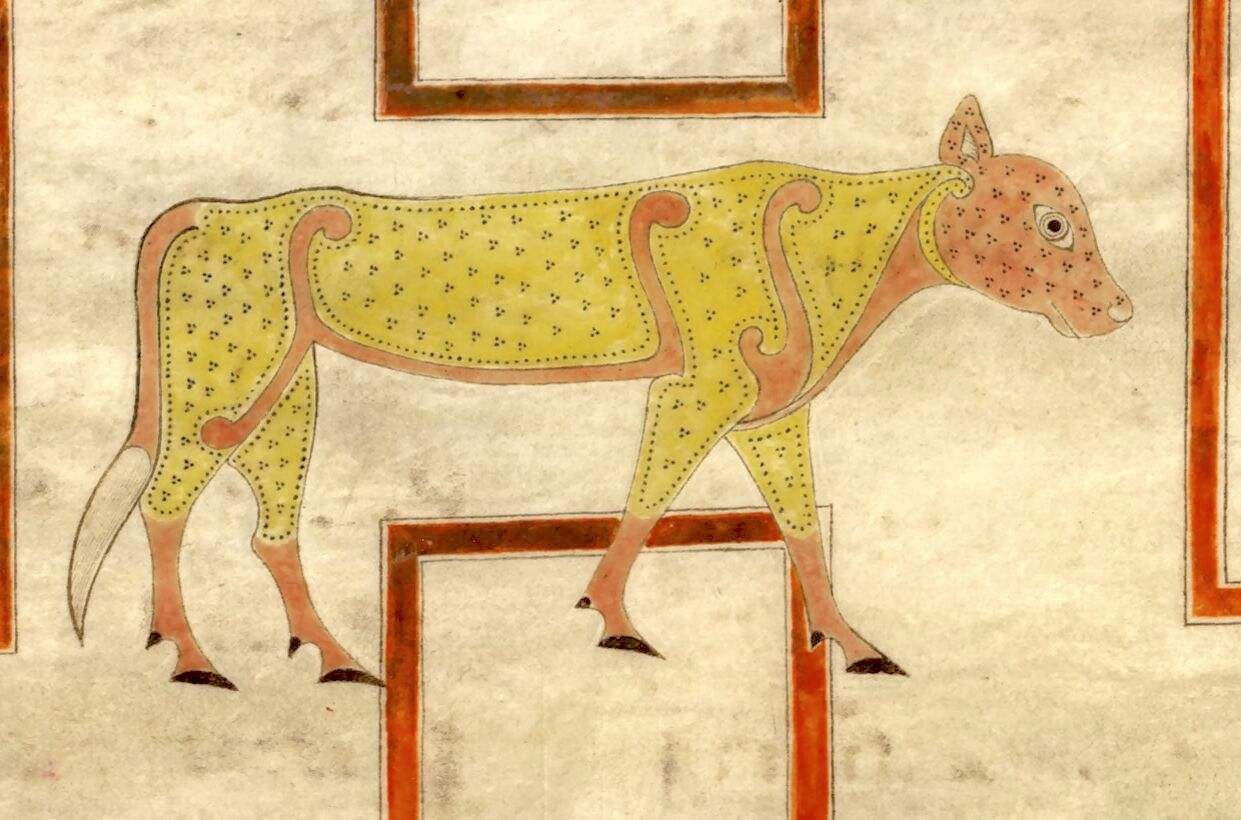
Evangelios de Echternach fol. 115v: toro de San Lucas (detalle)